# اومی می‌نامی
اومی می‌نامی (انگلیسی: Omi Minami; ۱۳ ژوئیهٔ ۱۹۶۸ – ) صداپیشه اهل ژاپن بود.